# Прапор Південної Голландії

Прапор Південної Голландії

Прапор Південної Голландії був прийнятий 15 жовтня 1985 року, замінивши прапор, який використовувався з 22 червня 1948 року.

## Історія
Перший офіційний прапор Південної Голландії був представлений 22 червня 1948 року. Це був триколор, що складався з рівних горизонтальних смуг; жовта зверху, червона посередині і жовта знизу. Він мав співвідношення 2:3.
Нинішній прапор був запропонований виконавчою владою провінції Південна Голландія 15 жовтня та прийнятий штатами Південної Голландії 24 жовтня 1985 року. Було вирішено змінити прапор на жовте поле з червоним нестримним левом – старий прапор графів Голландії, який за традицією використовувався ще з часів хрестових походів. Лев мав символізувати «завжди переможного лева Юдеї». Прапор став офіційним 1 січня 1986 року 

Прапор Південної Голландії використовувався між 1948 і 1985 роками.

## Дизайн
Прапор Південної Голландії має співвідношення сторін 2:3. На жовтому полі зображено червоного лева, що повернутий обличчям ліворуч. Лев займає три чверті висоти прапора і розташований на одній третині ширини прапора. Основою прапора є герб Південної Голландії, який, у свою чергу, походить від герба початкового графства Голландія. Червоний і жовтий кольори є традиційними кольорами Голландії, а також присутні на прапорі Північної Голландії. 